# Вортінг (футбольний клуб)
Футбольний клуб «Вортінг» (англ. Worthing Football Club) — англійський футбольний клуб з міста Вортінг. Клуб був заснований у 1886 році, і проводить свої домашні матчі на стадіоні «Вудсайд Роуд» місткістю 4200 глядачів. Клуб усю свою історію грав у нижчих дивізіонах англійського футболу, і в сезоні 2024—2025 років грає в Національній лізі Півдня, шостому дивізіоні футбольних ліг Англії.